# Eiskunstlauf-Weltmeisterschaften 1929
Die 27. Eiskunstlauf-Weltmeisterschaften fanden für die Damen- und Paarkonkurrenz am 2. und 3. Februar 1929 in Budapest (Ungarn) und für die Herrenkurrenz am 4. und 5. März 1929 in London (Vereinigtes Königreich) statt.
Der dreifache Olympiasieger Gillis Grafström holte seinen dritten und letzten Weltmeistertitel.

## Ergebnisse

### Herren
| Platz | Sportler         | Land                   |
| ----- | ---------------- | ---------------------- |
| 1     | Gillis Grafström | Schweden               |
| 2     | Karl Schäfer     | Österreich             |
| 3     | Ludwig Wrede     | Österreich             |
| 4     | John Page        | Vereinigtes Königreich |
| 5     | Hugo Distler     | Österreich             |
| 6     | Marcus Nikkanen  | Finnland               |
| 7     | Ian Bowhill      | Vereinigtes Königreich |

Punktrichter waren:
- Eduard Engelmann  Österreich
- L. Liebermann  Schweiz
- André G. Poplimont  Belgien
- Ulrich Salchow  Schweden
- V. C. Wilson  Vereinigtes Königreich

### Damen

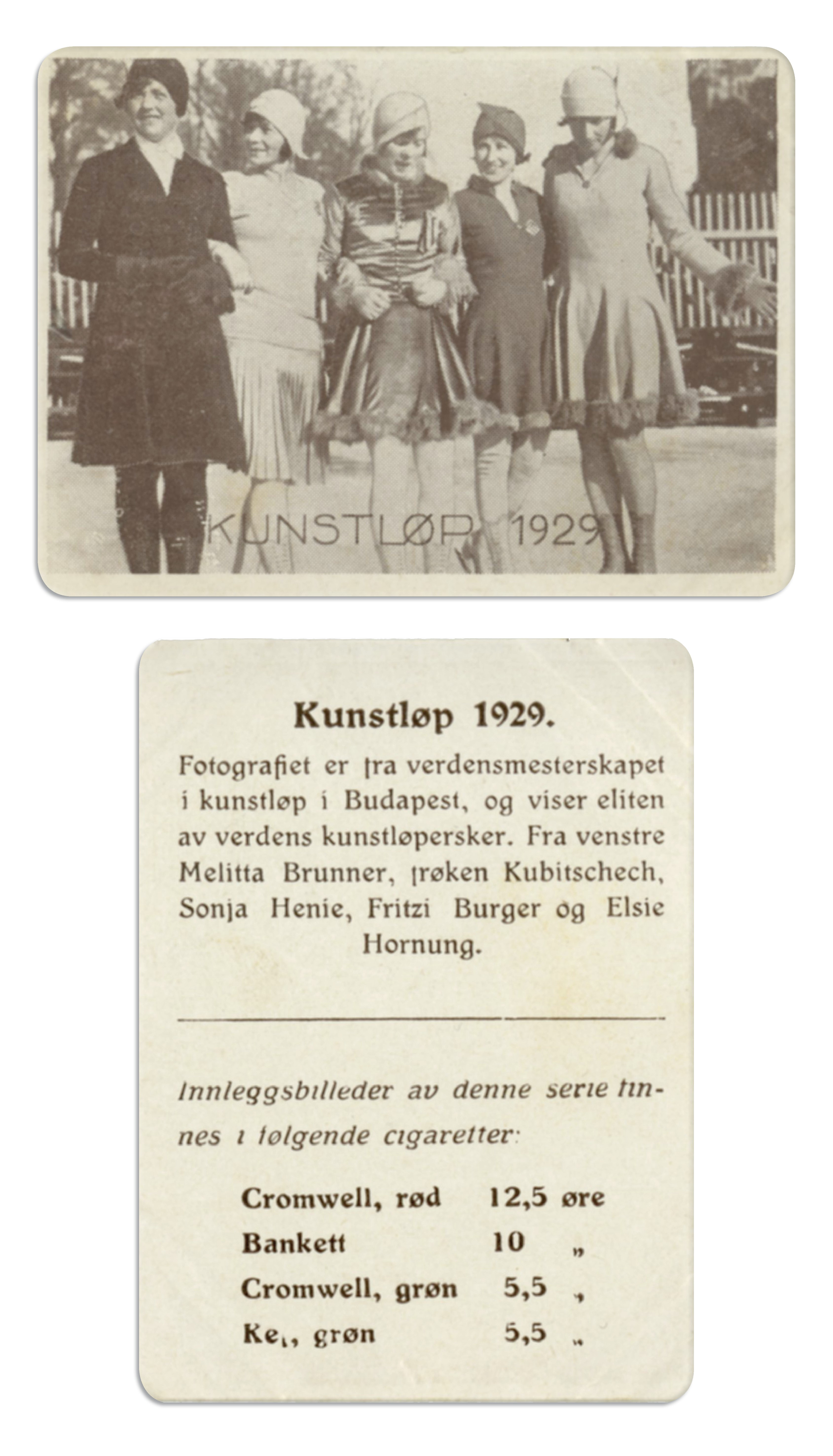
Weltmeisterschaften 1929 der Damen (von links):
- Melitta Brunner (3)
- Grete Kubitschek (5)
- Sonja Henie (1)
- Fritzi Burger (2)
- Ilse Hornung (4).

| Platz | Sportlerin       | Land       |
| ----- | ---------------- | ---------- |
| 1     | Sonja Henie      | Norwegen   |
| 2     | Fritzi Burger    | Österreich |
| 3     | Melitta Brunner  | Österreich |
| 4     | Ilse Hornung     | Österreich |
| 5     | Grete Kubitschek | Österreich |
| 6     | Yvonne de Ligne  | Belgien    |

Punktrichter waren:
- H. J. Clarke  Vereinigtes Königreich
- Walter Jakobsson  Finnland
- B. Björjeson  Norwegen
- Fernand de Montigny  Belgien
- Eduard Engelmann  Österreich

### Paare
| Platz | Sportler                                | Land             |
| ----- | --------------------------------------- | ---------------- |
| 1     | Lilly Scholz / Otto Kaiser              | Österreich       |
| 2     | Melitta Brunner / Ludwig Wrede          | Österreich       |
| 3     | Olga Orgonista / Sándor Szalay          | Ungarn           |
| 4     | Gisela Hochhaltinger / Otto Preissecker | Österreich       |
| 5     | Emília Rotter / László Szollás          | Ungarn           |
| 6     | Else Hoppe / Oscar Hoppe                | Tschechoslowakei |
| 7     | Maria Schwendtbauer / Gustav Aichinger  | Deutsches Reich  |

Punktrichter waren:
- Ludowika Jakobsson  Finnland
- C. J. Clarke  Vereinigtes Königreich
- B. Björjeson  Norwegen
- Otto Bohatsch  Österreich
- Theodor Meszléri  Ungarn

## Medaillenspiegel
| Platz | Land       | Gold | Silber | Bronze | Gesamt |
| ----- | ---------- | ---- | ------ | ------ | ------ |
| 1     | Österreich | 1    | 3      | 2      | 6      |
| 2     | Norwegen   | 1    | –      | –      | 1      |
| 2     | Schweden   | 1    | –      | –      | 1      |
| 4     | Ungarn     | –    | –      | 1      | 1      |